# فلوید (آیووا)
فلوید (به انگلیسی: Floyd) شهری در ایالت آیووا کشور ایالات متحده آمریکا است که جمعیت آن در سرشماری سال ۲۰۱۰ میلادی، ۳۳۵ نفر بوده‌است.